# Neptunica
Neptunica ist ein deutsches DJ- und Produzentenduo im Bereich Electronic Dance Music bestehend aus Maximillian Bohnet und Nicolas Heine. Sie stehen bei Kontor unter Vertrag und spielen regelmäßig auf großen Festivals wie Parookaville, World Club Dome und Electric Love.

## Mitglieder
- DJ, Produzent und Frontmann: Maximillian Manolo Emanuel Bohnet (* 13. Mai 2000) stammt aus Berlin und fing mit 7 Jahren an Musik zu machen. 2012 begann er mit FL Studio zu produzieren und veröffentlichte erste Werke im Bereich Chill-Out und Electro-House unter dem Pseudonym MileyZ. Nachdem er die Kollaboration Pandora bei Kontor als Demo einreichte, wurde sie auf der Kompilation Kontor Festival Sounds - the Opening Season 2014 veröffentlicht. Außerdem erhielt er einen Plattenvertrag und wurde im Alter von 13 Jahren der jüngste Produzent des Labels.[1]
- Produzent und Management: Nicolas Günter Hajo Heine (* 3. April 1986) kommt aus Bremen und war unter dem Pseudonym Nick Otronic mehrere Jahre in der deutschen EDM-Szene aktiv. Unter anderem erlangte er durch das Lied Listen to the Saxophone Bekanntheit.[2] Im November 2018 stieg er als DJ aus dem Projekt aus, wirkt jedoch seitdem weiterhin im Hintergrund mit. So arbeiten beide Mitglieder nach wie vor gemeinsam an den Produktionen.[3]

## Werdegang
Bohnet und Heine begannen im April 2015 mit dem Musikprojekt Neptunica. Zunächst produzierten sie Bootlegs bekannter Interpreten im Bereich Deep- und Tropical-House. Diesen ruhigen Stil entwickelten sie weiter, indem sie Elemente des Traps ergänzten. So entstand das Lied Poseidon, welches zunächst auf dem YouTube-Kanal TrapNation erschien und 4,5 Mio. Aufrufe erreichte. Nachdem Neptunica bei Kontor Records unter Vertrag genommen wurden, entstand auch ein Musikvideo dazu. Diesem neugeschaffenen Genre namens Trapical widmete Kontor eine gleichnamige Kompilation, dessen Bestandteil Poseidon war. Das Fachmagazin Dance-Charts bezeichnete es als „erste[n] große[n] Track aus dem neuen Genre Trapical“. Die anschließende Single Alive konnte an den Erfolg anknüpfen. Weitere Cover-Remixe auf TrapNation erzielten Aufrufe in Millionenhöhe, darunter zu Major Lazor – Cold Water mit 21 Mio. Ebenfalls 2016 produzierten sie für Lost Frequencies auf Armada erstmals auch einen offiziellen Remix. Weitere Remixe erfolgten ein Jahr später für Tom Gregory, Lizot, Charming Horses und Gestört aber GeiL. 2017 spielten Neptunica erste größere Festivals beim World Club Dome und Helene Beach. Mehrere bis 2020 erschienene Singles, darunter Ritual, Numb und Butterfly Effect, erhielten positive Kritiken. Dazu veröffentlichten sie die beiden EPs Trapical Movement.
2020 erstellten sie einen Remix für Armin van Buuren zu Need You Now auf dessen Label. Es folgten Kollaborationen mit Lizot, René Miller, Lunax, Fabian Farell, ItaloBrothers, Ely Oaks, Harris & Ford sowie mehrfach mit Mike Candys, Jerome, Jebroer und HBz. Die Kollaborationen mit Beauz und mit Blasterjaxx waren Bestandteil ihrer Liveshows beim Ubbi Dubbi und Creamfields bzw. auf der Mainstage von Parookaville und Tomorrowland Winter. Für die Uraufführung der Kollaboration mit Lost Identity und Teknoclash war Neptunica Gast-DJ bei deren Mainstage-Auftritt bei Parookaville. Neben Unterstützung von Marshmello und Dimitri Vegas & Like Mike wurden auch die gemeinsamen Lieder Take Me Home mit Axmo und High On Music mit Jerome von DJs wie W&W und Timmy Trumpet aufgegriffen. Darüber hinaus erhielt das Cover zu Safe and Sound einen Remix von Luca-Dante Spadafora und Niklas Dee. Die kommerziell erfolgreichsten Singles gemessen an Streams auf Spotify sind (Stand: 2025) Marble (88 Mio.), The Rhythm Of The Night (69 Mio.) und Love Is Gone (54 Mio.). Im Mai 2024 betrug die monatliche Hörerzahl 4,1 Mio. bei einer Gesamtzahl von 500 Mio. Streams. Außerdem erreichte die Neufassung von River Flows In You Rang #3 der Beatport Charts im Bereich Hard Dance.
Als DJ spielte Neptunica zahlreiche Club-Gigs in Deutschland und hatte Auftritte auf den Festivals Parookaville, Electric Love, Electrisize, World Club Dome, Belsonic Belfast sowie bei der Kieler Woche und im Noa Beach Club. Außerdem begleitete er Scooter europaweit auf deren Tournee als Support-Act u. a. in der Wembley Arena London, The Warehouse Project Manchester und Lanxess Arena.
Seit Ende 2024 veröffentlichen Bohnet und Heine auch unter dem Alias Athenica im Bereich Afro House.

## Diskografie
Alle Werke seit einschließlich 2016 erschienen auf dem Label Kontor Records, sofern nicht anders angegeben.

### EPs
- 2017: Trapical Movement EP
- 2019: Trapical Movement EP 2

### Singles
- 2015: All I Got Is You
- 2016: Poseidon
- 2016: Alive
- 2017: Can't Let You Go (mit Calmani & Grey)
- 2017: Foreign Place
- 2017: Ritual
- 2017: Break It Down
- 2017: Learning to Fly
- 2018: Numb
- 2018: Aphrodite
- 2018: Butterfly Effect
- 2018: Jealous Sun
- 2018: Christmas Baby
- 2019: Never
- 2019: Miss Liberty
- 2019: That Saturday
- 2019: Fuckboy
- 2020: Back In Those Days (mit Lizot)
- 2020: San Francisco
- 2020: Fine Without You (mit René Miller)
- 2020: Galactica
- 2020: Figure It Out
- 2020: Lay by My Side (mit Zombic)
- 2020: Scream (mit Lanné)
- 2020: Overdose (mit Mike Candys)
- 2021: Bye Bye (mit Harris & Ford)
- 2021: We Don't Even Talk Anymore (mit Lunax)
- 2021: Love Is Gone
- 2021: The Hills (mit New Beat Order)
- 2021: Against The Wall (mit Jerome, Fabian Farell)
- 2021: Marble (mit Shockz & Rebecca Helena, AT: Gold)[25]
- 2021: Runaways (mit Beachbag)
- 2021: What Do You Know? (mit Felix Schorn)
- 2022: Darkness (mit Lunax)
- 2022: Super Idol
- 2022: Adrenaline
- 2022: Ghost (mit Kyanu)
- 2022: Living Life, in the Night
- 2022: Stuck in My Head (mit Behmer)
- 2022: World in Your Eyes (mit Crystal Rock)
- 2022: High on Music (mit Jerome)
- 2022: The Rhythm of the Night (mit Corona)
- 2022: Under the Night
- 2022: Romeo & Juliet
- 2022: Never Walk Alone
- 2023: Take Me Home (mit Axmo)
- 2023: Driving Without Licence (mit Jebroer)
- 2023: Live 4 Ever (mit ItaloBrothers)
- 2023: Follow You
- 2023: Meine Droge (mit Jebroer) [Roq 'n Rolla]
- 2023: I'll Be Okay
- 2023: Into the Night (mit Jerome)
- 2023: Gemini (mit Lost Identity, Teknoclash)
- 2023: Safe and Sound Remix (mit Niklas Dee & Luca-Dante Spadafora)
- 2023: Yeah 3x
- 2023: Raveship (mit HBz)
- 2023: Party With The Cops (mit Blasterjaxx, Haley Maze) [Maxximize]
- 2023: River Flows In You (mit Alex Christensen)
- 2023: Scream (Techno) (mit LANNÉ)
- 2023: Ella Elle L'a (mit Ely Oaks)
- 2024: Wish I Didn't Love You (mit Beauz)
- 2024: To Be Loved (mit Tribbs)
- 2024: Oblivion (mit Besomorph)
- 2024: Ma Chérie (Techno) (mit DJ Antoine)
- 2024: Replay
- 2024: Life Our Life for Hardcore
- 2024: A Little Less Lonely
- 2024: You're My Everything (mit Mairee)
- 2024: Clap Clap (Techno)
- 2024: I Want You (You Want Me Too?)
- 2024: Fast Car (mit Braaheim und ILYAA)
- 2024: Million Dollar Baby
- 2024: Buttons (mit Besomorph)
- 2024: Troublemakers (mit Valexus)
- 2024: Man in the Mirror
- 2024: Chewing Gum (mit Klaas)
- 2025: We Don't Sleep (mit Mike Candys)
- 2025: Friends (mit HBz und Aura Dione)
- 2025: Tequila, You & I
- 2025: The Summer Is Magic
- 2025: Gone Forever (mit Alex Christensen und Tiscore)
- 2025: Waiting For The Sun

### Remixe
- 2016: Anzbern feat. Nick Ray – By The Way [self]
- 2016: Lost Frequencies – What Is Love 2016 [Armada]
- 2016: Calmani & Grey – Chasing the Storms [Planet Punk]
- 2017: Charming Horses – Railway Romance [Sony Music]
- 2017: Lizot – Here For You Love [Sony Music]
- 2017: Tom Gregory – Run to You
- 2017: Gestört aber Geil – Be My Now
- 2017: Calmani & Grey ft. Chad Clemens – To the Moon and Back [We Play]
- 2018: Sono – Twist In My Sobriety
- 2018: Nalin & Kane – Beachball
- 2020: Armin van Buuren – Need You Now [Armada]
- 2024: DJ Antoine, Aloe Blacc – Where Do I Go